# سیل ۲۰۱۳ شمال هند
سیل ۲۰۱۳ شمال هند (انگلیسی: 2013 North India floods)، در ماه ژوئن ۲۰۱۳، رگبار بارانی در میانه‌های روز در ایالت اوتاراکند شمال هند شروع شد که باعث سیل خانمانسوز و رانش زمینی گردید که به بدترین بلای طبیعی کشور بعد از سونامی ۲۰۰۴ تبدیل شد. میزان بارش باران در آن ماه، بسیار بیشتر از میزان بارشی بود که به‌طور معمول در این ماه در این ایالت اتفاق می‌افتاد. واریزه رودخانه‌ها را مسدود کرد و باعث جمع شدن مقدار عظیمی آب شدند. سیل بزرگ در روز ۱۶ ژوئن ۲۰۱۳ اتفاق افتاد.
هرچند برخی بخش‌های هیماچال پرادش، هاریانا، دهلی و اوتار پرادش، و نیز برخی از نواحی غرب نپال و برخی از قسمت‌های غرب تبت بارندگی شدیدتری را تجربه کردند. بیش از ۸۹ درصد از تلفات و خسارت‌ها در اوتاراکند اتفاق افتاد. بسیاری از مردم بر اثر سیل کشته شدند. براساس آماری که توسط دولت اوتاراکند در دسترس قرار گرفت، تا روز ۱۶ ژوئیه ۲۰۱۳ گمان می‌رود بیش از ۵٬۷۰۰ نفر از مردم کشته شده باشند." از مجموع این آمار، ۹۳۴ نفر را ساکنان محلی در بر می‌گرفت. بعد از مدتی، آمار مجموع کشته شده‌ها ۶٬۰۵۴ نفر برآورد گردید.
تخریب پل هاو جاده‌ها، حدود ۳۰۰٬۰۰۰ زائر و گردشگر را در دره‌های منتهی به سه مکان از چهار مکان زیارتی هندوی چوتا چار دام گیر انداخت.نیروی هوایی هند و نیروی زمینی هند و گروه‌های شبه نظامی بیش از ۱۱۰٬۰۰۰ نفر از مردم را از مناطق سیل زده تخلیه کردند.